# シュナイダーエレクトリック
シュナイダーエレクトリック（仏: Schneider Electric SE）は、電気・産業機器を製造するフランスの多国籍企業で、エネルギー管理とオートメーションのスペシャリストである。シュナイダーエレクトリックは、「エネルギーとデジタルへのアクセスは基本的人権である 」と信じている。本社はパリ近郊のリュエイユ＝マルメゾンにあり、ユーロネクスト・パリに上場している。シュナイダーエレクトリックはフランスのほか、香港、中国、米国、インドにもオフィスや施設を構え、グローバル・マルチハブ戦略や多様な人材の採用を積極的に推進している。
「あらゆる人がエネルギーや資源を最大限活用することを可能にし、世界の進歩と持続可能性を同時に実現すること」を目指しており、これをLife is On と表現している。
カナダのメディア・投資調査会社であるコーポレート・ナイツ社が2021年１月に発表した「世界で最も持続可能な100社」で、シュナイダーエレクトリックは、8080社中、世界1位に選ばれた。2022年は同４位、2023年同７位（同業種内では世界１位）となり、同社が毎年発表する最も持続可能な企業リスト「Global 100」の上位に12回目のランク入りを果たしている。

## 概要
戦前は軍需産業として有名であったが、戦後は総合メーカーとなり、後に電機専門のメーカーとなった。吸収合併した会社名であるAPC (エーピーシー)、メランジェラン、テレメカニック、スクエアディーをそのままブランド名として使用している。
100カ国以上で、公共事業、インフラ、産業・機械製造、ビルディング、データセンター、ネットワーク、さらには住宅用アプリケーションまで、多様なマーケットを網羅した統合ソリューションを提供している。
旧社名はシュナイダー社 (Schneider et Cie)で、創業地からシュナイダー・クルーゾ (Schneider-Creusot) とも呼ばれた。社名は仏語読みに基づくと「シュネデール」であり、かつて日本法人も「シュネデールエレクトリック」としていた時期がある。現在も東芝シュネデール・インバータ株式会社などにこの名称を使っている。
代表者の執行役会長は、ジャン=パスカル・トリコワ（Jean-Pascal Tricoire）。彼は1985年にアルカテルでキャリアをスタートし、のちにシュルンベルジェに移り、それからサンゴバンで活躍した。その次にメランジェラン（Merlin Gerin）という電気会社に入り、それがシュナイダーに買収されて、ジャンは1988年から1999年に帰国するまでシュナイダーの渉外を担当した。

## 沿革

### ヴァンデルのクルーゾ
1836年、ドイツ系フランス人のシュネデール（シュナイダー）兄弟はル・クルーゾの製鉄所クルーゾ鋳造所 (Creusot Foundries) を買収して再生し、2年後シュナイダー社 (Schneider & Cie.) を創立した。
クルーゾは1784年200家族のヴァンデル（Famille de Wendel）がつくった。クルーゾは交錯した国際関係の産物である。往時フランスはアメリカ独立戦争で植民地軍を支援し英国と交戦しており、性能が高い武器を切望していた。そこで、産業革命を主導しアイアン・マッドの二つ名を手にしたジョン・ウィルキンソン（John Wilkinson）の弟、ウィリアムがフランス政府の要請でアンドル島に王立火砲鋳造工場を建てた。この工場へ原料を供給するため、クルーゾが設立された。このとき着工されたサントル運河は1792年に開通した。以後、運河はクルーゾのホームグラウンドに利用された。ロワール川とソーヌ川の間を船で往来できるようになり、地中海と大西洋の間にミディ運河よりずっと長い内陸水運が拓かれた。開削途中のフランス革命でヴァンデルがドイツへ追放されていた。クルーゾは経営者を次々と変えたが、やがてイギリスのマンビー・ウィルソン社（Manby Wilson & Co.）が買収した。1830年代の不況でマンビーが破産しクルーゾは競売にかけられ、1836年12月21日シュナイダー兄弟が268万フランで落札した。この資力がどこから来たかであるが、シュナイダー兄弟は2ヶ月前200家族セイエール（Famille Seillière）が設立した合資会社の支配人であった。

### 銀行家らしい事業拡大
1838年には機械工場を設置して国産第一号の蒸気機関車を製作した。翌年シャロン＝シュル＝ソーヌ造船所を吸収合併した。石炭採掘高は1837年の5800トンから1847年に10万トンへ躍進した。銑鉄は5000トンから1万8000トンに、錬鉄は2500トンから1万6000トンに、機械は1000トンから4500トンにそれぞれ生産量を増やした。1853年と1855年にクルーゾから約20km北方のクレオ（Créot）・メズネ（Mézenay）・シャンジュ（Change）の鉄鉱山を買収した。これらの鉱山は年間30万トンの鉄鉱石を供給した。この間1854年にフランス銀行へ理事を輩出した。1860年に英仏間に通商条約が結ばれて、自由競争に耐えうるよう資本集中が進んだ。1867年で工場敷地120ヘクタール、建坪20ヘクタールの規模であった。普仏戦争のころになると大砲や装甲鋼板などの兵器の生産を初め、一定の評価を得た。1879年ドイツのヴァンデルと共同出資によりトーマス製鋼法の特許を80万フランで買収し、ミネット鉱が豊富なロレーヌへ進出した。1882年ボルドー付近でジロンド造船所（Forges et Chantiers de la Gironde）の創立するときに巨額を出資、また1897年には地中海性鉄造船（Forges et Chantiers de la Méditerranée）を買収した。19世紀末には現在の事業の基盤となる重電機分野にも進出した。ベル・エポックにパリが国際金融市場としてもてはやされる中で、サンゴバンと並ぶ大企業となった。具体的にはテール・ルージュ（Terres Rouges）の製鉄所を支配してアーベッド（現アルセロール・ミッタル）株を保有するようになった。1919年、ユニオン・パリジェンヌと合弁の持株会社、ユニオン・ユロペンヌを介し、ドイツと東ヨーロッパへシュナイダー製品を輸出するようになった。後者についてはシュコダ財閥などに手広く利権を獲得していた。その後、大手グローバル電気グループのウェスティングハウス・エレクトリックと提携し、発電所を建設したり、電気機関車用電気モーターやその他電気装置を製造したりするようになった。

### 親ベルギーのプロテスタント
ミュンヘン会談と1941年の間に、シュナイダーは東欧企業の株式を損失なしに売却した。ユニオン・ユロペンヌはロスチャイルドやハンブローズ（現ソシエテ・ジェネラル）が参与してインドシナ銀行などに次ぐ有力な事業銀行となった。戦後シュナイダー本体は軍需産業から手を引いて、建設・製鋼所・電気の分野へ転換、アーベッド株保有率を戦前の10％から25％に増大させ副社長シャルルを送り込み、ベルギー総合会社などと参与した。1949年には多様化した新規市場を開拓するためクルーゾに工場管理権を譲り、持株会社シュナイダー・グループ (Group Schneider SA) とユニオン・ユロペンヌを中心とする組織となった。
1960年代になると、ベルギーのアンパン財閥が経営に介入するようになり、エドゥアール・アンパンが経営権を奪取。シュナイダー・アンパン (Schneider-Empain)と呼ばれるようになり、重工業を柱としながら事業を多角化し電話・土木・不動産・銀行も手がけた。1980年代になりアンパン財閥が経営から離れると、不採算事業を売却する傍ら、電気系で力を持つ海外企業の買収を行った。他にも数多くの戦略的資本提携を重ね、電気業界への集中を図った。1999年、シュナイダーエレクトリック（Schneider Electric) と社名変更。2000年代に入ってからは、エネルギー関連の専門企業として発展している。
2001年、ルグランとの株式持ち合いを形成したが、欧州委員会から競争環境を損なうとして、翌年阻止された。2010年3月、ルグランと電気自動車充電プラグの規格に関する協定を結び、事実上の欧州標準規格とした（スマートグリッド）。
2022年10月27日、台湾受動部品大手の国巨にセンサー部門を売却すると発表。
2024年12月、同社はNvidiaとデータセンター冷却システムを設計するためのパートナーシップを発表しました[1]。

## 日本での展開
戦前には日本陸軍に列車砲の売り込みを行い、九〇式二十四糎列車加農の販売に成功している。
戦後には、「シュナイダーエレクトリックホールディングス株式会社」、「シュナイダーエレクトリック株式会社」、「シュナイダーエレクトリックシステムス株式会社」（旧社名インベンシスプロセスシステムス、「シュナイダーエレクトリックソフトウエア株式会社」、「東芝シュネデール･インバータ株式会社」、「富士電機機器制御株式会社」などのグループ会社がある。
日本統括代表（兼シュナイダーエレクトリックホールディングス株式会社代表取締役社長）は、白幡晶彦（2018年1月1日就任）。

### 日本での主な事業内容
- インダストリー事業
- セキュアパワー事業：
  - データセンター向けに統合された UPS、ラック、空調機、 管理ソフトウェアなどに幅広い製品を提供。適応性に優れたデータセンターを目指す
  - サーバー、デスクトップPC、ネットワーク機器、ストレージ等、IT機器向けに世界で最も選ばれている「APCブランド」のUPS(無停電電源装置)を提供
- ソーラー事業
  - モニタリング機能・系統連系要件・パワコンを内蔵したパッケージ型昇圧変電所、モニタリングシステム、およびサービスを提供
- エナジー事業
  - 受配電の設計・設置・運用を可能とするハード・ソフト・サービス
- プロセスオートメーション事業
- 産業用ソフトウェア事業

### 日本での主な法人

#### シュナイダーエレクトリックホールディングス（東京都港区芝浦）
- 社名：シュナイダーエレクトリックホールディングス株式会社
- 英語名：Schneider Electric Japan Holdings Ltd.
- 本社所在地：〒108-0023 東京都港区芝浦二丁目15-6 オアーゼ芝浦MJビル

2008年10月1日にシュナイダーエレクトリックが富士電機グループとの合弁会社「富士電機機器制御株式会社」へ移行すると同時に東京都中央区日本橋大伝馬町へ移転した。ホールディングスはしばらくしてから富士電機機器制御社内に移転したが、後に現在地へ再移転。2017年9月1日付で株式会社デジタル（大阪府大阪市、 2002年に傘下入り。2008年にシュナイダーグループ入りしたアロー株式会社と合併）を吸収合併。株式会社デジタルがみどり会の会員企業で三和グループに属していたため、合併後もシュナイダーエレクトリックホールディングス株式会社として、みどり会に加盟していた。
- 取扱製品：高圧機器・HMI（ヒューマンマシンインターフェース）・積層表示灯・回転灯・電子音警報機・音声合成装置

#### シュナイダーエレクトリック（東京都港区芝浦）
- 社名：シュナイダーエレクトリック株式会社
- 英語名：Schneider Electric Japan, Inc.
- 本社所在地：〒108-0023　東京都港区芝浦二丁目15-6　オアーゼ芝浦MJビル　(2015年9月移転)
- 設立：1996年4月

以前のシュナイダーエレクトリック株式会社は、現在の富士電機機器制御株式会社となって、商号が消滅していたが、2011年10月1日にエーピーシー・ジャパンが2代目のシュナイダーエレクトリックとなった。2015年9月に芝浦に移転し、シュナイダーエレクトリック(株)本社、(株)デジタル東京支店、インベンシス プロセス システムス(株)、エナジープールジャパン(株)4グループ会社の東京拠点を集約した。

#### 日本法人群その他
- 富士電機機器制御株式会社（埼玉県鴻巣市南）
  - 旧日本国内中核事業法人で先代のシュナイダーエレクトリック株式会社。2008年10月に富士電機グループとの合弁会社に移行し、社名変更。なお、合弁化の前に、合弁契約対象外となる高圧機器に関する事業をシュナイダーエレクトリックホールディングスに吸収分割している。
  - 2024年現在、唯一商号に“シュナイダー”（シュネデール）を冠していない日本関連法人となっている（なお、合弁扱いではあるが、出資比率は富士電機の方が多く、現在に至るまで同社の連結子会社となっていることもあり、当該商号となっている）。
  - 取扱製品：受配電機器・制御機器等

- 東芝シュネデール・インバータ株式会社（三重県三重郡朝日町）
  - フランス本社と東芝の提携で設立されたシュネデール東芝インバータ社の日本法人。
  - 取扱製品：産業用インバータ

- シュナイダーエレクトリックシステムス株式会社（東京都港区芝浦）（インベンシス プロセス システムス株式会社より2017年4月3日に社名変更・事業分割）[12]
  - 事業：産業用プロセスオートメーション

- シュナイダーエレクトリックソフトウェア株式会社
  - 取扱製品：生産効率化・高収益化を実現するソフトウェアベースのソリューション
  - 前述のインベンシス プロセス システムスがシュナイダーエレクトリックシステムスに改名する際、2017年4月3日にインベンシスの産業向けソフトウェア部門を事業分割して誕生したもの[12]。